# Inavale (Nebraska)
Inavale es un lugar designado por el censo (en inglés, census-designated place, CDP) situado en el condado de Webster, Nebraska, Estados Unidos. Según el censo de 2020, tiene una población de 66 habitantes.

## Geografía
La localidad está ubicada en las coordenadas 40°5′32″N 98°38′54″O / 40.09222, -98.64833. Según la Oficina del Censo de los Estados Unidos, tiene una superficie de 0.86 km², correspondientes en su totalidad a tierra firme.

## Demografía
Según el censo de 2020, hay 66 personas residiendo en la localidad. La densidad de población es de 76.74 hab./km². El 98.48% de los habitantes son blancos y el 1.52% es de una mezcla de razas. Del total de la población, el 4.55% son hispanos o latinos de cualquier raza.